# You Never Saw Such a Girl
You Never Saw Such a Girl è un film muto del 1919 diretto da Robert G. Vignola. La sceneggiatura di Marion Fairfax si basa sull'omonimo romanzo di George Weston pubblicato a New York nel 1919. Prodotto dalla Famous Players-Lasky Corporation, il film aveva come interpreti Vivian Martin, Harrison Ford, Mayme Kelso, Edythe Chapman.

## Trama
Dopo la morte del patrigno, Marty Mackenzie, rimasta senza genitori, si trova sola con la professoressa Fannie Perkins, ma ambedue sono senza mezzi e in grosse difficoltà finanziarie. Per trovare del denaro, aggiustano un vecchio furgone con il quale si mettono a viaggiare vendendo oggetti d'antiquariato. Mentre sono in giro alla ricerca di mercanzia per il loro commercio, scoprono in un vecchio baule dei documenti che dimostrano che Marty è la nipote della ricca signora Burgess. Le due trovano la casa della Burgess ma, quando Marty la incontra, l'accoglienza della padrona di casa è molto fredda. Marty, infatti, scopre di essere in realtà la nipote del defunto marito della ricca signora la quale non ha nessuna intenzione di nominarla sua erede perché è decisa a destinare il proprio intero patrimonio esclusivamente a favore di suo figlio Eric, un aviatore che in quel momento si trova a casa in licenza. Eric e Marty, però, si innamorano e, avendo deciso di sposarsi, ogni opposizione della signora Burgess cade davanti a quella notizia che appiana ogni ostacolo.

## Produzione
Il film fu prodotto dalla Famous Players-Lasky Corporation.

## Distribuzione
Il copyright del film, richiesto dalla Famous Players-Lasky Corp., fu registrato il 17 gennaio 1919 con il numero LP13289.
Distribuito dalla Famous Players-Lasky Corporation, il film uscì nelle sale statunitensi il 16 febbraio 1919.
Non si conoscono copie ancora esistenti della pellicola che viene considerata presumibilmente perduta.